# James Oyebola
James Oyebola (* 10. Juni 1961 in Lagos, Nigeria; † 27. Juli 2007 in London) war ein britischer Boxer. Sein Spitzname war Big Bad.

## Karriere
James Oyebola war Bronzemedaillengewinner der Commonwealth Games 1986. Von 1994 bis 1996 war er außerdem britischer Schwergewichtsmeister.

## Tod
Am 23. Juli 2007 wurde Oyebola in den frühen Morgenstunden im Vorgarten eines Nachtclubs unter anderem ins Gesicht geschossen und irreversibel verletzt, nachdem er eine Gruppe dreier junger Männer aufgefordert hatte, das in Großbritannien seit Juli 2007 auch im Außenbereich öffentlicher Gaststätten gültige Rauchverbot zu beachten. Seine Familie entschloss sich schließlich, die lebenserhaltenden Maßnahmen einzustellen, worauf Oyebola verstarb.

## Erfolge
- ~ vacant WBC International heavyweight title ~ 1993 und 1994
- British (Southern Area) Heavyweight Title 1993 und 1994